# Лінгвістичний поворот
Лінгвісти́чний поворо́т, рідше Мовна революція — термін описує ситуацію, що склалася у філософії в першій третині — середині XX ст. і позначає момент переходу від класичної філософії, що розглядала свідомість як вихідний пункт філософствування, до філософії некласичної, котра виступає з критикою метафізики свідомості і звертається до мови як альтернативи картезіанського cogito (латиною мислю). Лінгвістичний поворот (або мовна революція) знайшов вираження в лінґвістичній філософії Віттґенштайна («Логіко-філософський трактат»), феноменології Гуссерля («Логічні дослідження»), фундаментальної онтології Гайдеґґера, неопозитивізмі.
Основними рисами лінгвістичного повороту є відмова від гносеологічної і психологічної проблематики, критика поняття суб'єкта, звертання до дослідження смислу і значення, заміна поняття істинності поняттям свідомості, прагнення розглядати мову як граничну онтологічну підставу мислення і діяльності, релятивізм й історицизм.
Перша хвиля лінгвістичного повороту припадає на 1920-ті і являє собою різноманітні спроби прояснення і реформування мови відповідно до законів логіки, що трактується як єдина структура дійсності. Гуссерль, Віттґенштайн, Гайдеґґер розглядають повсякденну мову як джерело оман і філософських проблем, як щось не справжнє, і протиставляють їй мову, впорядковану згідно з законами логіки, верифіковану згідно з фактами або мову, як мову мистецтва. Подібний підхід може бути описаний як метафізика мови, тому що він зберігає основні установки епохи Нового Часу, що з часів Декарта висувала різноманітні проекти поліпшення мови.
Друга хвиля лінгвістичного повороту припадає на 1940-1950-ті, коли на зміну проектам поліпшення мови приходять дослідження й описи різних типів мови в її повсякденному функціонуванні. Структуралізм, герменевтика, лінгвістична філософія акцентують свою увагу на контекстах і передумовах висловлювань, на об'єктивованих структурах мови поза зв'язком із суб'єктом. Ідея єдиної досконалої мови замінюється поняттями відмінності, багатозначності, історичності основ мови, описом її політичних та соціальних функцій.